# Hans Keller
Pour les articles homonymes, voir Keller.
Hans (Heinrich) Keller (Vienne, 11 mars 1919 – Londres, 6 novembre 1985) est un musicien et écrivain britannique d'origine autrichienne. Il a fait d'importantes contributions à la musicologie et à la critique musicale, tout en étant un commentateur sur différents domaines, tels que la psychanalyse et le football. À la fin des années 1950, il a inventé la méthode d'analyse fonctionnelle sans mot (wordless functional analysis), dans laquelle une composition musicale est analysée par uniquement le son, sans mots entendus ou lus.

## Biographie
Keller naît à Vienne dans une riche famille juive aux nombreuses relations culturelles. Il est éduqué à la musique par Oskar Adler, le même qui, des décennies plus tôt, avait été un ami d'enfance d'Arnold Schönberg et son premier professeur. Il rencontre également le compositeur et interprète, Franz Schmidt, qui fait partie du cercle des amis de la famille, mais n'est pas officiellement son élève. En 1938, l'Anschluss oblige Keller à fuir à Londres, où il avait de la famille, et devient un personnage éminent et influent de la vie et de la critique musicale au Royaume-Uni. Actif initialement en tant que violoniste et altiste, il trouve rapidement sa niche très prolifique et provocatrice, d'écrivain sur la musique, tant pédagogue, conférencier, animateur et entraîneur.
Sachant qu'un penseur original n'a jamais peur de la controverse, Keller soutient avec passion les compositeurs dont il considère l'œuvre comme sous-évaluée ou insuffisamment comprise et fait de lui un infatigable défenseur de Benjamin Britten et Arnold Schoenberg ainsi que d'un éclairage analyste de figures telles que Mozart, Haydn, Beethoven et Mendelssohn. Beaucoup des premiers articles de Keller sont parus dans les revues Music Review et Music Survey, dont le dernier a été coédité par lui, après qu'il a rejoint Donald Mitchell, le fondateur et rédacteur en chef de la dénommée « Nouvelle série » (1949–1952) du périodique. Plus tard, une grande partie de son plaidoyer pour ces musiciens est réalisé par le biais de la BBC, où il occupe dès 1959, plusieurs postes de direction pendant vingt ans.
C'est également au sein de la BBC, en 1961 que Keller — assisté de Susan Bradshaw — a perpétré le célèbre canular « Piotr Zak », diffusant à l'antenne série de bruits aléatoires délibérément absurde, comme une nouvelle pièce moderniste par un faux compositeur polonais. Le canular avait été conçu pour démontrer le discours critique de mauvaise qualité de la musique contemporaine à une étape problématique dans son développement historique ; cependant pour cet aspect, le canular a été un échec, puisqu'aucun critique n'a manifesté de grand enthousiasme pour la pièce de Piotr Zak et la plupart ont catégoriquement écarté l'œuvre.
En 1967, Keller fait une malencontreuse rencontre avec le groupe de rock Pink Floyd dans l'émission de télévision, The Look of the Week. Keller était généralement perplexe, voire méprisant, sur le groupe et sa musique et il répète à plusieurs reprises des critiques exprimant qu'ils étaient trop bruyants à son goût. Il termine sa petite entrevue avec deux membres du groupe, en disant : « Mon verdict est que c'est un peu une régression vers l'enfance – mais, après tout, pourquoi pas ? »
Le don pour la pensée systématique de Keller, allié à sa connaissance philosophique (dont les racines sont Kant et Schopenhauer) et psychanalytique, a porté ses fruits dans la méthode d'analyse fonctionnelle sans mot (wordless functional analysis, abrégée par Keller, fan de football, en « FA »), est conçue pour démontrer incontestablement et de manière audible, l'« unité d'arrière-plan globale » d'un chef-d'œuvre. Cette méthode a été développée en tandem avec une « théorie de la musique » qui considère explicitement la structure musicale du point de vue des attentes de l'auditeur ; la « contradiction de sens » entre les « antécédents » attendus et le « premier plan » inattendu, est considérée comme générant le contenu expressif de l'œuvre. Un élément de la théorie de l'unité de Keller était le « principe des antécédents et conséquents inversés et reportés », qui n'a pas été largement adopté. Son expression « homotonality » — qui désigne une œuvre dont les mouvements sont tous dans la même tonalité, ou dans le ton relatif mineur — s'est avérée utile cependant pour les musicologues, dans plusieurs domaines.
Keller était marié à l'artiste Milein Cosman, dont les dessins illustrent certains de ses ouvrages.
Il était un homme très en vue dans le monde de la musique contemporaine, travaillant même plusieurs années en tant que journaliste en chef adjoint de la musique nouvelle à la BBC. Keller avait des contacts et des liens personnels et professionnels avec de nombreux compositeurs et a été souvent le dédicataire de compositions nouvelles. 
En décembre 1979, Keller reçoit le « Prix Spécial » de la Guilde des compositeurs de Grande Bretagne. En septembre 1985, quelques semaines avant sa mort d'une sclérose latérale amyotrophique (la maladie de Charcot), il reçoit du président autrichien le Ehrenkreuz für Wissenschaft und Kunst, 1 Klasse (« Croix d'Honneur pour les Arts et les Sciences, de 1ère classe »). Ses manuscrits (émissions de radio et écrits musicologiques) sont conservés à la Bibliothèque Universitaire de Cambridge.

## Dédicaces
Parmi les dédicaces, il faut citer :
- Benjamin Frankel, Quatuor à cordes n° 5, op. 43 (1965)
- Josef Tal, Double concerto pour deux pianos et orchestre (1969) « Pour Hans et Milein Keller »
- Benjamin Britten, Quatuor à cordes n° 3, op. 94 (1976)
- Robert Simpson, Symphonie n° 7 (1977) « À Hans et  Milein Keller »
- Robert Matthew Walker, Sonate pour piano n° 3 – Sonate-Fantaisie : Hamlet, op. 34 (1980)
- Judith Bingham, Pictured Within pour piano seul (1981)
- Buxton Orr, Trio avec piano n° 1 (1982) « En admiration et amitié »
- David Matthews, Trio avec piano n° 1, op. 34 (1983) « pour Hans Keller »
- Philippe de la Grange, In Memoriam HK pour trombone seul (c. 1990)
- Bayan Northcott

## Sources
- Oxford Dictionary of National Biography
- (en) Christopher Wintle, « Keller, Hans », dans Stanley Sadie (éd.), The New Grove Dictionary of Music and Musicians, Londres, Macmillan, seconde édition, 29 vols. 2001, 25 000 p. (ISBN 9780195170672, lire en ligne)

## Liens contextuels
- Nikos Skalkottas
- Analyse musicale